# 佐藤隆紀
佐藤 隆紀（さとう たかのり、1986年2月5日 - ）は、日本の歌手。クラシッククロスオーバーをコンセプトにしたヴォーカルグループ LE VELVETSのメンバー。テノール担当。愛称はシュガー。

## 来歴
福島県喜多方市出身。福島県立喜多方高等学校を経て、国立音楽大学演奏学科声楽専修卒業。
幼少期より、ピアノと剣道を習う。中学時代は常設の剣道部での活躍もさることながら、特設合唱部へもスカウトされ、在籍した２年間では学校で初めて二大会連続で東北大会へ出場した。
高校在学中、剣道部から合唱部に転部、声の良さに気付いた恩師から音大進学を薦められる。大学卒業後、ミュージカルに出演することを目指しダンスやミュージカルの歌唱を学ぶ中、LE VELVETSのオーディション（音大卒業、身長180センチ以上）を紹介され芸能界に入る。
2008年、LE VELVETSの最年少メンバーとしてメジャーデビュー。
2015年、『タイタニック』でミュージカル初出演。その後、数々のミュージカルに出演し舞台経験を重ね、2021年・2019年『レ・ミゼラブル』でジャンバルジャン役を演じる。
歌手だけではなくミュージカル俳優としても活躍中。
実家は地元の喜多方でラーメン店（さくら亭）を経営。趣味は、日々研究し続けている発声法。特技は、ロングトーン。
2023年8月、billboard classics LE VELVETS 15th ANNIVERSARY Premium Symphonic Concert 2023 -Encore-（東京文化会館大ホール）。
2023年10月、LE VELVETS CONCERT TOUR 2023（全国6カ所にて開催）。
2024年11月、喜多方応援大使に委嘱。

## 出演作品（ミュージカル）
- 『タイタニック』（2015年） - チャールズ・クラーク 役
- 『エリザベート』（2015年） - フランツ・ヨーゼフ 役
  - 『エリザベート』（2016年） - フランツ・ヨーゼフ 役　
  - 『エリザベート』（2022年） - フランツ・ヨーゼフ 役
- 『スカーレット・ピンパーネル』（2016年） - ロベスピエール 役
- 『キューティー・ブロンド』（2017年）エメット 役
- 『マタ・ハリ』（2018年） - ラドゥ大佐 役
- 『マリー・アントワネット』（2018年） - ルイ16世 役
- 『レ・ミゼラブル』（2019年） - ジャン・バルジャン 役
- 『レ・ミゼラブル』（2021年） - ジャン・バルジャン 役
- 『CHESS THE MUSICAL[2][3]』（2020年） - アービター 役
- 『ベートーヴェン』(2023年)　- フランツ・ブレンターノ役
- 「Play a Life」(2024年)
- 『レ・ミゼラブル』（2024年 - 2025年）- ジャン・バルジャン 役
- 『エリザベート』（2025年 - 2026年） - フランツ・ヨーゼフ 役[4]
- 『ジキル&ハイド』（2026年公演予定） - 主演・ヘンリー・ジキル / エドワード・ハイド 役[5]

## イベント出演（ソロ）
- 笹本玲奈20thアニバーサリーコンサート「Breath」（2019年7月）
- 岡幸二郎デビュー30周年記念 ミュージカル・ガラ・コンサート（2019年10月）
- 平方元基プレミアムコンサート2019〜TheBestTriangleEver〜 (2019年12月）
- Precious Moment（2020年7月）＠TBS ACTシアター　cast 神田沙也加　平方元基
- THE MUSICAL CONCERT at IMPERIAL THEATRE (2020年8月）＠帝国劇場　 cast 大地真央　井上芳雄 ほか
- BROADWAY MUSICAL LIVE 2020 （2020年9月）＠Bunkamuraオーチャードホール cast 大原櫻子　知念里奈 ほか
- ニューイヤー・ミュージカル・コンサート2021[6]（2021年1月）＠東急シアターオーブ　 cast 平原綾香　MichaelK.Lee  ほか
- 柚木礼音ソロコンサート「REON JACK4」（2021年9月）＠北九州芸術劇場
- ブロードウェイミュージカルライブ（2021年11月）＠東京建物 BrilliaHall cast 鈴木壮麻 大原櫻子ほか
- ニューイヤー・ミュージカル・コンサート2022（2022年1月）＠東急シアターオーブ cast 朝夏まなと　クリスハートほか
- The Musical Day〜Heart to Heart〜Vol２[7]（2022年1月）Cast　井上芳雄　平原綾香　宮澤エマほか
- 「彩吹真央＆京フィルレインボーコンサートin春秋座」（2022年3月）京都フィルハーモニー室内合奏団
- 「福井晶一25th Anniversary Dinner Show〜Dreaming〜」（2022年3月）＠東京會舘
- Sound inn s meets billboard classics「ミュージカルスターズシンフォニーポップスコンサート」(2022年3月）＠中野サンプラザ　小池徹平 東京フィルハーモニー交響楽団ほか
- 大貫祐一郎ピアノコンサート「アナリーゼのために 第二楽章」（2022年3月）＠サントリーホールブルーローズ
- 「古川雄大The Greatest Concert vol.1」(2022年4月）＠IHIステージアラウンド東京
- 「KANAMI AYANO25th ANNIVERSARY CONCERT」（2022年4月）＠コットンクラブ
- フレンズ・オブ・ディズニーコンサート2022[8]（2022年4月）＠東京国際フォーラムA 山寺宏一　中川翔子ほか
- 「ららら♪クラシックコンサートVol.10 〜ミュージカル特集〜」（2022年5月）＠東京文化会館　　新妻聖子ほか 　※上原理生 コロナ陽性の為急遽出演
- 「Shikinami Spring Concert 2022」（2022年5月）＠ヤマハホール　Shikinami　佐藤ひらり
- 「⽇⽐⾕⾳楽祭2022」【Hibiya Dream Session 2】（2022年6月）＠日比谷公園YAON(日比谷公園大音楽堂）cast 日比谷ブロードウェイ（井上芳雄・木下晴香）with 劇団四季 ほか
- 「Musical Lovers 2022」（2022年6月）＠TOKYO　FMホール　cast　上口耕平　坂元健児　ソニン　藤岡正明
- 「二条城音舞台」（2022年9月）cast 田中泯  森麻季　小林愛実　LEO
- 「フレンズ・オブ・ディズニーコンサート2023」（2023年4月）＠東京国際フォーラムA  cast  山寺宏一　中川翔子　チョコレートプレネット
- 「Shikinami Spring Concert 2023 」(2023年5月) ＠銀座ヤマハホール cast Shikinami (白須今(Vn) 野口明生(Pf) 堤博明(G))
- 「MAO AYABUKI SONG BOOK 2023」(2023年6月) ＠I’M A SHOW
- 「This is us!! ～ミュージカル 『 DEVIL 』 スペシャルコンサート～」 @北とぴあ さくらホール cast 中川晃教　マイケル・K ・ リー　ハン・ジサン　イ・チュンジュ  宮原浩暢(2023年7月)
- 「祝・日比谷野音 100 周年　日比谷ブロードウェイ with WOWOW　芳雄のミュー」(2023年10月)＠日比谷公園2
- ミュージカル & 映画⾳楽 「ドリーム・キャラバン with シンフォニック・ジャズ・オーケストラ」(2024年1月)＠ウェスタ川越大ホール
- 「 海宝直人コンサート ATTENTION PLEASE! 2」@シアタークリエ(2024年2月)
- 佐藤隆紀オーケストラコンサート 〜310 Sugar's Sweet Time〜＠東京オペラシティ(2024年3月)
- 「THE PARTY in PARCO劇場 PARTⅡ～Spring～」(2024年3月)
- ららら♪クラシックコンサート「 ミュージカル・ガラ・コンサート」@やまぎん県民ホール(2024年6月)
- 第117回サマーステップコンサート「Bravo! Musicals & Classics」@東京ガーデンシアター(７月25日)
- 「相葉裕樹 20th Anniversary Live2024」＠コットンクラブ（8月31日）
- 佐藤隆紀 オーケストラコンサート 〜 Sugar's Sweet Time〜 @東京オペラシティ・コンサートホール(10月5日)
- 「ディズニー・オン・アイス」大阪公演　＠大阪城ホール(8月10日)
- 「ハリウッド・フェスティバル・オーケストラ」名古屋公演 @Niterra日本特殊陶業市民会館　フォレストホール(2025年1月15日)
- CONCERT「THE BEST New HISTORY COMING」＠帝国劇場（2025年2月）[9]
- モーリー・イェストン生誕80周年記念コンサート「Life's A Joy! Life Goes On!!」with 20years of Gratitude from Umeda Arts Theater（2025年7月）[10]
- 「佐藤隆紀 ソロコンサート2025 〜Sugary Box〜」@LINE CUBE SHIBUYA(7月5日(土))
- 第120回サマーステップコンサート「Fantastic! Musicals & Classics」@東京ガーデンシアター(７月22日(火))
- ミュージカル「ジキル＆ハイド」@東京国際フォーラム ホールC(2026年3月)/@大阪、福岡、愛知、山形(2026年4月)

## メディア出演（ソロ）
- フジテレビ『FNSうたの夏まつり』（2019年7月）レ・ミゼカンパニーとしてジャン・バルジャン役で出演
- TBS『１番だけが知っている』（2020年３月）
- MBSテレビ『ちちんぷいぷい』（2020年10月）
- TOKYO FM『THE TRAD』（2020年10月）
- JFN『Seasoning』（2020年10月）
- NHK BSプレミアム『映画音楽は素晴らしい！』（2020年10月）昆夏美✖️佐藤隆紀　美女と野獣デュエット
- TBS『本当のこと教えてランキング』（2020年10月）
- MBSテレビ『MMTV』（2020年11月）
- FM大阪『HIT STREET』（2020年11月）
- フジテレビ『FNS歌謡祭[11]』（2020年１２月９日)レ・ミゼラブル2021カンパニーとして出演
- CSテレ朝チャンネル１『プリンスロードvol7〜生歌スペシャルライブ』[12](2021年1月）
- CSテレ朝チャンネル１『プリンスロードvol8〜レ•ミゼラブル＆アリージャンスSP』（2021年3月）
- TBS『本当のこと教えてランキング』(2021年4月）
- NHKEテレ『クラシックTV』レ・ミゼラブル(2021年4月）出演
- 演劇雑誌「悲劇喜劇」2021年9月号 早川書房
- ステージナタリー「ミュージカルの話をしよう 」(２０２１年９月）前編・後編
- TBSラジオ「井上芳雄byMYSELF」（2021年11月）
- Netflixシリーズ『テルマエ・ロマエ ノヴァエ[13]』(2022年3月）全世界独占配信　劇伴歌唱で参加
- NHK Eテレ『クラシックTV[14]』クラシックでもっと輝く！阿佐ヶ谷姉妹（2022年4月）出演
- BSTBS『Sound inn S』[15]SoundinnS meets Billboard classics（2022年4月/5月/6月）出演
- WOWOW『グリーン＆ブラックス[16]』（2022年5月）井上芳雄＆佐藤隆紀　エリザベートより「悪魔」デュエット
- NHK総合『はやウタ』（2022年6月）「彼を帰して」Les Misérablesより
- 福島中央テレビ『ゴジてれChu!』(2022年7月)
- MBSラジオ「ありがとう浜村淳です」（2022年9月）
- TOKYOFM全国38曲ネット「坂本美雨のディアフレンズ」（2022年9月）
- NHK Eテレ クラシックＴＶ「総集編　～１年間振り返りＳＰＥＣＩＡＬ！～」(2023年3月)
- 東海ラジオ「丹羽健のモーニングジャーニー」(2023年5月)
- bayfm78 「D’s Cafe supported by ディズニー★JCB カード」(2023年6月)
- ふくしまFM「RADIO GROOVE」(2023年10月)
- TOKYOFM  「THE TRAD」(2023年10月)
- 福島中央テレビ「二畳半レコード」(2023年10月)
- ＪＦＮ系ＦＭ23局ネット「：武部聡志のＳＥＳＳＩＯＮＳ」(2023年10月)
- WOWOW：生放送！ 井上芳雄ミュージカルアワー「芳雄のミュー」(2023年10月)
- 喜多方シティFM：「ラジポート愛ランド水曜版」(2024年9月)
- 福島県内7局ネット番組「福島トヨタ　ラジオdeコミュニティ」(2024年12月)
- 『伊礼彼方の部屋vol.16～佐藤隆紀×三浦宏規×伊礼彼方～』(2025年1月)
- ニッポン放送系列26局ネット「あなたにハッピー・メロディ」(３月3日(月)~7(金))
- MBSラジオ：「こんちはコンちゃん お昼ですょ！」(3月20日（木・祝）12:00~15:00※佐藤隆紀スタジオ生出演：12:00～12:20(予定))
- NHK ラジオ第1「はっけんラジオ〜九州沖縄×NHK〜」(4月10日(木)17:05〜17:55)
- RKBラジオ「Toi toi toi」(4月30日(水) AM9:00〜)

## 参加作品
- 日比谷ブロードウェイ『雨が止んだら』（2025年5月28日、日本コロムビア）